# The It Girl
Se även It girl och Clara Bow.
The It Girl är en bokserie som skrivs av Cecily von Ziegesar och som handlar om Jenny Humphrey (känd från författarens förra serie Gossip Girl) som börjar på skolan Waverely för att börja sitt liv som "nya Jenny". Hon träffar på Brett, Callie, Brandon, Easy och många fler.
Utkomna böcker är 
- "It girl (it girl)",
- "It girl - på allas läppar (it girl - notorious)"
- "It girl - Bara en lek (it girl - Reckless)"
- "It girl - hemligheter (it girl - unforgettable)"
- "It girl - Tur i oturen (it girl - lucky)"
- "It girl - Lekande lätt (it girl - tempted)"

Några andra titlar på engelska är: Infamous(7), Adored (8), Devious (9), Classic(10)
Sen finns det "The it girl collection"

## Handling
Jennys start på Waverly är inte den bästa. Att hennes intagningsbrev var sända till "Mr. Jenny Humphrey" trodde hon var ett misstag men hon är faktiskt placerad i killarnas byggnad. Det löser sig snart när hon får Tinsleys säng men det löser inte allt...